# Yancha Gal no Anjō-san
Yancha Gal no Anjō-san (やんちゃギャルの安城さん Yancha Gyaru no Anjō-san?, lit. La traviesa Gal Anjō-san), también conocida como Anjo the Mischievous Gal en inglés, es una serie de manga japonesa escrita e ilustrada por Yūichi Katō. Comenzó su serialización el 12 de agosto de 2017 en la revista Young King de Shōnen Gahōsha. 
En mayo de 2019, Katō comenzó dos mangas spin off: Anjō-san no Gakkō no Hokenshitsu no Komaki-sensei (安城さんの学校の保健室の小牧先生?  lit. Sra. Komaki, la enfermera de la escuela de Anjō-san), ilustrado por Tsubaki Ayasugi y Yancha Gal no Anjō-san-tachi: Kō-1-hen (やんちゃギャルの安城さんたち 高1編 Yancha Gyaru no Anjō-san-tachi: Kō-ichi-hen?, lit. La traviesa Gal Anjō-san y otros: 1er año), ilustrado por Suoshiro, que comparten la serialización en la revista Young King junto con la serie principal.
En diciembre de 2022, Katō y Suoshiro se unirían nuevamente para comenzar un tercer manga derivado títlulado Komaki-sensei no Dungeon Hoken Dayori: feat. Yancha Gal no Anjō-san (小牧先生のダンジョンほけんだより ~feat.やんちゃギャルの安城さん~ Komaki-sensei no Danjon Hoken Dayori ~fīto. Yancha Gyaru no Anjō-san~?, lit. Informe de salud de la mazmorra de la Sra. Komaki: con Yancha Gal no Anjō-san)

## Argumento
En una escuela secundaria en Kasugai, Seto es un estudiante serio que vive una vida tranquila y ordinaria. Pero cuando su traviesa compañera de clase, Anna Anjō, comienza a burlarse de él y a salir con él de forma regular, comienza una relación interesante entre ellos. La historia sigue la vida y las travesuras de los dos polos opuestos, tanto en apariencia como en personalidad, a medida que se convierten en una pareja romántica a través de sus muchas interacciones lúdicas, y a veces eróticas.

## Personajes
Los nombres de los personajes se basan en ciudades ubicadas en la prefectura de Aichi.
Seto (瀬戸?)
Seiyū: Makoto Asakawa (cómic de voz)
Seto es un estudiante de secundaria de segundo año, presidente de su clase. Es un chico sencillo, algo retraído y de apariencia normal con gafas. Inicialmente no tiene interés por las chicas y solo se preocupa por sus notas. Al comienzo él ve a su compañera de clase Anjō como demasiado erótica, teniendo pensamientos muy lascivos a su alrededor sin sabre nada sobre ella, ni entender por qué se burla de él. Cuando él defendió a Anjō de las duras palabras de otro compañero de clase, y luego comenzaron a ser más cercanos, él desarrolló sentimientos por ella, que al principio le costaba expresar, sin embargo y gracias a la incondicionalidad de Anjō, logró declararse y comenzar un noviazgo con ella. Constantemente lucha con sus inseguridades de estudiante y pareja, tratando de mejorar y superarse.
Anna Anjō (安城 アンナ Anjō An'na?)
Seiyū: Chiharu Seto (cómic de voz)
(Cumpleaños: 6 de abril)
Anjō es una Gal de cabello rubio que pertenece a la misma clase que Seto. Es increíblemente hermosa, extravagante, atlética y popular, con una personalidad alegre y bondad extrovertida. Cuando los dos se conocieron, a ella le gustó Seto debido a su naturaleza trabajadora y altruista, se enamoró profundamente de él después de que uno de los chicos de su clase hablara cosas desagradables sobre ella a sus espaldas las cuales Seto refutó. Desde entonces, ella se burla y coquetea con él constantemente, a veces a extremos lascivos. Luego de que Seto se le declarara y comenzaron a ser novios, ella se muestra aún más asertiva y provocadora, pero respetando el modo de ser de Seto. Espera seguir los pasos de su madre y convertirse en una esteticista profesional y, a veces, utiliza a Seto como práctica de estilismo. Su nombre es similar al de una estrella japonesa de cine para adultos en la vida real.
Toyoda (豊田?)
Seiyū: Yukako Nihei (cómic de voz)
(Cumpleaños: 11 de noviembre)
Toyoda es una de las amigas de Anjō, quien es miembro del Comité de Embellecimiento de la escuela. Apodada "Toyo" (トヨ?), habla en un dialecto de Kansai, luce el cabello largo y negro azabache y es una chica tsundere tranquila a la que le gustan todas las cosas lindas, aunque se siente avergonzada por esto, ya que siente que tener afinidad por esas cosas no encaja con su apariencia exterior y personalidad. Su sueño es convertirse en la presidenta de una empresa que crea personajes elegantes como mascotas. Más adelante en la historia, se revela que tiene un hermano llamado Tokio (トキオ?).
Le gusta el arte al igual que ha Inuyama, esto los ha vuelto más cercanos, al punto de estudiar juntos en una academia de arte y de proponerse ingresar ambos a la misma universidad. Luego de algunas citas ambos comenzaron a ser pareja sin contacto físico aún y con ciertas inseguridades.
Chita (知多?)
Seiyū: Yūri Akeshima (cómic de voz)
Chita es otra amiga de Anjō y otra miembro del Comité de Embellecimiento. Apodada "Chii" (チー Chī?), es una chica tomboy mayoritariamente tranquila, con cabello castaño claro muy corto, cejas espesas y una buena figura. Ella le ofrece a Seto algunos consejos sobre Anjō de vez en cuando, ya que Seto está aprendiendo sobre los verdaderos sentimientos de Anjō. Es una entusiasta de la comida con un gran apetito a la que se le puede ver comiendo grandes cantidades de comida. Ella sale con Tokio en una carrera de comida y está impresionada de que él sea capaz de seguirle el ritmo en términos de comida, ambos son compañeros de trabajo de mediotiempo, aunque el romance es incierto porque ella lo ve más como un hermano menor que como interés amoroso. Su objetivo a futuro es viajar por el mundo probando comidas.
Inuyama (犬山?)
Inuyama es amigo de Seto desde la secundaria. Es un otaku que es excepcionalmente bueno dibujando y diseñando disfraces de cosplay. Al principio, se interesa por Toyoda simplemente porque tiene un pecho grande, pero después de enterarse de que a ella le gustan las cosas lindas en una máquina gacha y cuando los dos trabajaron juntos en un concurso de personajes de mascotas, él comienza a desarrollar sentimientos más profundos por ella. Su deseo de invitar a salir a Toyoda y miedo de un posible rechazo, llevaron a que ambos estén en una relación de noviazgo con límites de contacto, y con incertidumbres e inseguridades debido al carácter frío de Toyoda y el carácter pervertido de Inuyama.
Ms. Komaki (小牧先生 Komaki-sensei?)
Komaki es la enfermera de la escuela secundaria de Anjō y Seto. Es una joven de espíritu libre con una personalidad excéntrica, que se preocupa profundamente por los estudiantes que atiende. Seto y ella tienen un vínculo a través de las dos intercambiando gustos similares en el manga. En su serie derivada, se la puede ver con su mejor amiga y colega, Tobishima (飛島?), quien es profesora de arte.

## Contenido de la obra

### Manga
Yancha Gal no Anjō-san está escrito e ilustrado por Yūichi Katō. La serie tiene sus orígenes en Pixiv, donde Katō publicó historias cortas con Anjō y Seto en marzo de 2017. Luego, un manga comenzó a serializarse en el número 17 de la revista Young King de Shōnen Gahōsha el 12 de agosto de 2017. Shōnen Gahōsha ha recopilado sus capítulos en volúmenes tankōbon individuales, y hasta el momento se han publicado quince volúmenes.
Un manga derivado, Anjō-san no Gakkō no Hokenshitsu no Komaki-sensei, escrito por Katō e ilustrado por Tsubaki Ayasugi, se serializó a partir del número 11 de Young King el 13 de mayo de 2019, y finalizó en el número 14 el 28 de junio de 2021 y tiene tres volúmenes tankōbon publicados del 13 de julio de 2020 al 12 de julio de 2021.
En el siguiente número, otro spin-off, Yancha Gal no Anjō-san-tachi: Kō-1-hen, también escrito por Katō e ilustrado por Suoshiro, fue serializado en Young King a partir del número 12 el 27 de mayo de 2019 y terminando en número 20 el 26 de septiembre de 2021, y tiene seis volúmenes tankōbon publicados desde el 23 de diciembre de 2019 hasta el 12 de diciembre de 2022.
El 12 de diciembre de 2022, en el número 1 de Young King, Katō y Suoshiro lanzaron un tercer spin-off con temática isekai, Komaki-sensei no Dungeon Hoken Dayori: Feat. Yancha Gal no Anjō-san.

#### Lista de volúmenes

##### Yancha Gal no Anjō-san
| Volúmenes de manga publicados | Volúmenes de manga publicados | Volúmenes de manga publicados |
| Número                        | Fecha de publicación          | ISBN                          |
| ----------------------------- | ----------------------------- | ----------------------------- |
| 1                             | 12 de marzo de 2018           | ISBN 978-4-7859-6176-3        |
| 2                             | 27 de agosto de 2018          | ISBN 978-4-7859-6268-5        |
| 3                             | 12 de febrero de 2019         | ISBN 978-4-7859-6375-0        |
| 4                             | 8 de agosto de 2019           | ISBN 978-4-7859-6477-1        |
| 5                             | 23 de diciembre de 2019       | ISBN 978-4-7859-6581-5        |
| 6                             | 13 de julio de 2020           | ISBN 978-4-7859-6707-9        |
| 7                             | 14 de diciembre de 2020       | ISBN 978-4-7859-6816-8        |
| 8                             | 12 de julio de 2021           | ISBN 978-4-7859-6944-8        |
| 9                             | 13 de diciembre de 2021       | ISBN 978-4-7859-7050-5        |
| 10                            | 23 de mayo de 2022            | ISBN 978-4-7859-7140-3        |
| 11                            | 12 de diciembre de 2022       | ISBN 978-4-7859-7288-2        |
| 12                            | 7 de agosto de 2023           | ISBN 978-4-7859-7452-7        |
| 13                            | 14 de diciembre de 2023       | ISBN 978-4-7859-7558-6        |
| 14                            | 31 de julio de 2024           | ISBN 978-4-7859-7719-1        |
| 15                            | 27 de febrero de 2025         | ISBN 978-4-7859-7881-5        |

##### Anjō-san no Gakkō no Hokenshitsu no Komaki-sensei
| Volúmenes de manga publicados | Volúmenes de manga publicados | Volúmenes de manga publicados |
| Número                        | Fecha de publicación          | ISBN                          |
| ----------------------------- | ----------------------------- | ----------------------------- |
| 1                             | 12 de marzo de 2020           | ISBN 978-4-7859-6709-3        |
| 2                             | 14 de diciembre de 2020       | ISBN 978-4-7859-6818-2        |
| 3                             | 12 de julio de 2021           | ISBN 978-4-7859-6946-2        |

##### Yancha Gal no Anjō-san-tachi: Kō-1-hen
| Volúmenes de manga publicados | Volúmenes de manga publicados | Volúmenes de manga publicados |
| Número                        | Fecha de publicación          | ISBN                          |
| ----------------------------- | ----------------------------- | ----------------------------- |
| 1                             | 23 de diciembre de 2019       | ISBN 978-4-7859-6582-2        |
| 2                             | 13 de julio de 2020           | ISBN 978-4-7859-6708-6        |
| 3                             | 14 de diciembre de 2020       | ISBN 978-4-7859-6817-5        |
| 4                             | 12 de julio de 2021           | ISBN 978-4-7859-6945-5        |
| 5                             | 13 de diciembre de 2021       | ISBN 978-4-7859-7051-2        |
| 6                             | 12 de diciembre de 2022       | ISBN 978-4-7859-7289-9        |

##### Komaki-sensei no Dungeon Hoken Dayori: feat. Yancha Gal no Anjō-san
| Volúmenes de manga publicados | Volúmenes de manga publicados | Volúmenes de manga publicados |
| Número                        | Fecha de publicación          | ISBN                          |
| ----------------------------- | ----------------------------- | ----------------------------- |
| 1                             | 7 de agosto de 2023           | ISBN 978-4-7859-7453-4        |
| 2                             | 26 de agosto de 2024          | ISBN 978-4-7859-7748-1        |

### Otros medios
El 31 de marzo de 2022 se lanzó un cómic con voces del primer volumen de Yancha Gal no Anjō-san. El 31 de julio de 2024 se lanzó un clip de audio ASMR, con Mai Kadowaki como Anjō.

## Recepción
Yancha Gal no Anjō-san ha sido comparada con otros mangas de comedia romántica «provocadora», como Karakai Jōzu no Takagi-san, Uzaki-chan wa Asobitai!, e Ijiranaide, Nagatoro-san, en el sentido de que los cuatro mangas comparten una estructura de historia similar que gira en torno a una colegiala coqueta y un colegial manso (aunque no es el caso en términos de personalidad con el protagonista masculino de Uzaki-chan) que comienzan como amigos que simplemente pasan el rato juntos, luego se convierten en una pareja romántica a medida que avanza la historia con la chica burlándose o «intimidando» al chico, quien a su vez tiene sentimientos íntimos por la chica, pero es demasiado tímido para admitirlos hacia ella.